# Kuppen (film)
Kuppen (franska: Le Casse) är en fransk-italiensk kuppfilm från 1971 i regi av Henri Verneuil.
Filmen är baserad på David Goodis roman The Burglar.

## Rollista i urval
- Jean-Paul Belmondo - Azad
- Omar Sharif - Abel Zacharia
- Dyan Cannon - Lena Gripp
- Robert Hossein - Ralph
- Nicole Calfan - Helene
- Renato Salvatori - Renzi
- José Luis de Villalonga - mr Tasco
- Myriam Colombi - Isabelle Tasco